# Орден Његоша (Република Српска)
Орден Његоша је установљен 1993. године системом одликовања Републике Српске дефинисаним Уставом Републике Српске у коме се каже: ордени су јавно државно признање Републике Српске које се додјељује лицима или институцији за изузетне заслуге према држави.
Орден Његоша има три реда. Њиме се одликују појединци, предузећа, установе и друге организације за изванредне радне подвиге и заслуге у привреди, науци и култури те духовном развитку и општем напретку Републике Српске.

### Изглед и траке одликовања
| Орден првог реда  | Орден другог реда | Орден трећег реда |
| ----------------- | ----------------- | ----------------- |
| Изглед одликовања |                   |                   |
|                   |                   |                   |
| Траке одликовања  |                   |                   |
|                   |                   |                   |

## Одликовани
- Митрополит Николај (Мрђа), Орден Његоша I реда (Видовдан 1993)[2]
- Епископ бањалучки Јефрем, Орден Његоша II реда (Видовдан 1993)[2]
- Епископ захумско-херцеговачки Григорије, Орден Његоша II реда (Видовдан 1993)[2]
- Председник Општине Рудо,Војислав Топаловић,Орден Његоша I реда(Мај 1996)
- Указом председника Републике Српске од 9. јануара 1994. године лист „Глас српски“ одликован је Орденом Његоша првог реда.
- За посебне заслуге и допринос за Републику Српску, а поводом крсне Славе МУП-а, Светог Архангела Михаила, Председник Републике Српске Драган Чавић је 20. 11. 2003. године посмртно одликовао Орденом Његоша првог реда Жељка Марковића, начелника Центра јавне безбједности Српско Сарајево.
- Председник Републике Српске Драган Чавић одликовао је Гимназију у Бањој Луци Орденом Његоша првог реда, поводом стоте генерације матураната. Ово признање примио је најбољи ученик стоте генерације Миљан Петковић.
- Бивши председник Скупштине града Српско Сарајево, бивши градоначелник Српског Сарајева, један од најистакнутијих људи у СДС-у, Предраг Ласица посмртно је одликован 25. јуна 2005. године од председника Републике Српске Драгана Чавића Орденом Његоша другог реда. На предлог митрополита Дабробосанског господина Николаја, Синод Српске православне цркве одликовао је Предрага Ласицу Орденом Светог Саве другог реда.
- Председник Републике Српске Мирко Шаровић одликовао је 13. 05. 2002. године ЈОДП за телекомуникације Републике Српске Орденом Његоша I реда за свеукупни развој Републике Српске.
- Српско пјевачко друштво „Јединство“, Бања Лука, 1996. године је одликовао Председник Републике Српске Орденом Његоша трећег реда.
- Коло српских сестара, Бања Лука, је одликовао Председник Републике Српске Орденом Његоша трећег реда.
- Орденом Његоша првог реда 2001. године одликовано је КУД Веселин Маслеша, Бања Лука.
- Министар науке и културе Републике Српске Митар Новаковић у присуству председника Народне скупштине и Владе Републике Српске, Драгана Калинића и Младена Иванића, уручио је 12. 09. 2002. године шефу Канцеларије француске амбасаде у Бањој Луци Иву Манвилу Орден Његоша трећег реда. Манвил је први страни држављанин одликован орденом Републике Српске. Орден му је додијељен за успјешну вишегодишњу дипломатску мисију и унапређење културне сарадње Републике Српске и Француске.
- Орден Његоша другог степена Републике Српске, одликовање као најбољем научнику Русије у 1993. години добила је Јелена Јурјевна Гускова, доктор историјских наука из Москве.
- Академик проф. др. Рајко Н. Кузмановић, генерални секретар Универзитета у Бањој Луци, председник Уставног суда Републике Српске, редовни члан Академије наука и умјетности Републике Српске и њен председник је носилац ордена Његоша другог реда.
- Огњен Тадић, савјетник предсједника Републике Српске и бивши делегат у Вијећу народа Републике Српске, предсједавајући Дома народа Парламентарне скупштине Босне и Херцеговине у VI и VII сазиву и посланик Народне скупштине Републике Српске у VII сазиву, носилац је Ордена Његоша III реда (1999.).
- За успјешан рад Духовна Академија Светог Василија Острошког и Богословија Светог Петра Сарајевског у Србињу је одликована државним орденом, Орден Његоша, 2001. године од председника Републике Српске и Граматом митрополита Дабробосанског Николаја.
- Предузеће „Српске шуме“ је одлуком председника Републике Српске Драгана Чавића носилац Ордена Његоша првог реда.
- Петер Хандке, аустријски књижевник, одлуком председника Српске Рајка Кузмановића, 4. јула 2008. године, поводом Видовдана, одликован је Орденом Његоша I реда за признати рад и заслуге за културни и духовни развитак као и за посебне заслуге на пољу јавне дјелатности којима се доприноси општем напретку Републике Српске.
- Градски тамбурашки оркестар, Бања Лука, је Орденом Његоша првог реда одликовао председник Републике Српске Милорад Додик на Видовдан 28. јуна 2012. у Бањој Луци.[3] Градском тамбурашком оркестру орден је додијељен „за признати рад и посебне заслуге на пољу културе и духовног развитка, као и доприноса општем напретку и јачању угледа Републике Српске“.[4]
- Драгомира Батара је Орденом Његоша другог реда одликовао председник Републике Српске Милорад Додик на Видовдан 28. јуна 2012. у Бањој Луци.[3] Орден је Батару додијељен „за признати рад и изванредне спортске подвиге, као и за заслуге на пољу јавне дјелатности и активности којом се доприноси општем напретку и развоју Републике Српске“.[4]
- Горана Драгића, словеначког кошаркаша српског порекла је Орденом Његоша првог реда одликовао председник Републике Српске Милорад Додик 28. јуна 2018. године[5] за признат рад и заслуге у културном, духовном, хуманитарном и спортском развитку, као и заслугама у области јавних активности и активности којом се доприноси општем напретку и афирмацији Републике Српске, док му је одликовање уручено приликом посете 14. августа 2018. године.[6]
- Јединицу Вукове са Вучијака и руског писца Захара Прилепина је Орденом Његоша првог реда одликовао председник Републике Српске Милорад Додик 24. августа 2018.[7]
- Ивани Шпановић, српску атлетичарку је Орденом Његоша првог реда одликовао председник Републике Српске Милорад Додик 16. октобра 2018. године, за рад и достигнућа у области спорта и заслуге на пољу јавне дјелатности и активности којом се доприноси општем напретку и афирмацији Републике Српске.[8]
- За посебне заслуге на пољу просвјетне дјелатности и активности, и сто четрдесет година успјешног рада, којим се доприноси општем напретку и угледу Републике Српске, предсједница Жељка Цвијановић је поводом дана Републике Српске, 9. јануара 2020. одликовала Орденом Његоша II реда ЈУ Основну школу "Доситеј Обрадовић", Бања Лука[9]
- За признати рад у културном и духовном развитку, као и за посебне заслуге на пољу јавне дјелатности, којима се доприноси општем напретку Републике Српске,  предсједница Жељка Цвијановић је поводом дана Републике Српске, 9. јануара 2020. одликовала Орденом Његоша III реда је одликовала Момира Крсмановића књижевника и  Десанку Тракиловић, диригента Српског црквеног пјевачког друштва "Србадија", Бијељина[9]
- Поводом тридесет једне године обиљежавања Дана Републике Српске, предсједник Милорад Додик додијелио је, 9. јануара 2023. године Орден Његоша III реда Основној школи „Вук Караџић“ из Забрђа, као знак признања за дугогодишња дјела и рад ове установе.
- Предсједник Републике Српске Милорад Додик додијелио је Орден Његоша III реда Српском културно-умјетничком друштву „Бошко Вујадин“ из Касиндола из Источне Илиџе, 09.01.2024. године, као знак признања за дугогодишњи рад у култури и дјела која заслужују опште поштовање и истицање. Одликовање долази у години када СКУД "Бошко Вујадин" обиљежава јубилеј 30 година постојања и рада.
- Кошаркашки савез Србије, Светислав Пешић, Предраг Даниловић[10]